# Аїда (мюзикл)
«Аїда» (англ. Aida; також відома як «„Аїда“ Елтона Джона та Тіма Райса») — британсько-американський рок-мюзикл з музикою Елтона Джона, словами Тіма Райса та лібрето Лінди Вулвертон, Роберта Фоллза та Девіда Генрі Хванга. Заснований на однойменній опері Антоніо Гісланцоні на музику Джузеппе Верді.
Мюзикл створений Hyperion Theatricals (частина Театральної групи Disney), прем'єра відбулася на Бродвеї 23 березня 2000 року, і до 5 вересня 2004 року було показано 1852 вистави. «Аїда» — чотириразовий лауреат престижної театральної премії «Тоні». Журнал «Тайм» назвав мюзикл однією з десяти найкращих театральних постановок року.
Оригінальний бродвейський запис акторів отримав премію «Греммі» як найкращий альбом мюзиклу. Пісня «Written in the Stars», записана Елтоном Джоном і Ліенн Раймс, посіла друге місце в рейтингу Billboard серед сучасної музики США для дорослих.

## Історія
Вистава заснована на італомовній опері «Аїда» Джузеппе Верді, лібрето до якої написав Антоніо Гісланцоні. Мюзикл виник на основі дитячої версії опери Верді, написаної співачкою Леонтиною Прайс (сопрано); ілюстрації до лібрето написали Лео і Даян Діллони.
У 1994 році компанія Волта Діснея придбала права на книгу для запланованого повнометражного анімаційного фільму. Однак Елтон Джон вирішив не займатися іншим анімаційним проєктом після «Короля Лева», тому керівництво Disney запропонувало бродвейську адаптацію. Попри свою думку про те, що «оперні люди можуть бути дуже елітарними», Джон разом з Тімом Райсом негайно підписали контракт.

## Стислий зміст

### Акт I
У сучасному музеї чоловік і жінка привертають увагу одне одного, коли оживає статуя фараона Амнеріс і переносить їх у Стародавній Єгипет. Капітан єгипетської армії Радамес і його люди повертаються з Нубії, захоплюючи групу нубійських жінок, серед яких Аїда, яка намагається звільнитися, перемагаючи на дуелі одного з солдатів. Попри те, що Радамес наказує Аїді служити його нареченій, принцесі Амнеріс, між ними виникає кохання, яке ставить під загрозу їхні життя та змушує Аїду очолити свій народ у боротьбі за свободу.

### Акт II
Амнеріс, Радамес і Аїда заплутані суперечливою вірністю та емоціями: Амнеріс боїться втратити прихильність Радамеса, Радамес хвилюється, що його кохання до Аїди може покласти край його життю, а Аїда боїться зрадити свій народ. Аїда возз'єднується зі своїм батьком у в'язниці та планує втечу під час весілля Амнеріс, але Радамес відкладає весілля, щоб допомогти їй. Зосер, батько Радамеса, дізнається про роман сина і наказує вбити Аїду, але вона виживає завдяки самопожертві іншої нубійки. У фіналі Радамес і Аїда засуджені до поховання живими, але їхні реінкарнації знаходять одне одного в сучасному музеї, продовжуючи свою любовну історію.

## Основні ролі

### Аїда
Дочка Амонасро і принцеса Нубії. Оскільки її царське походження не відомо нікому, крім нубійських рабів, які визнають її своєю принцесою, Аїду забирають у рабство разом з рештою, де вона привертає увагу Радамеса. (Голос — високий мецо-сопрано)

### Радамес
Капітан єгипетської армії, син Зосера та наречений Амнеріс. Очікується, що він успадкує єгипетський престол після смерті фараона, але натомість його зацікавила нубійська рабиня Аїда. (Рок-тенор)

### Амнеріс
Принцеса Єгипту, дочка фараона і наречена Радамеса. Вона відома всім своїми модними образами. Аїда дана їй як подарунок, щоб бути її служницею, яка бачить її справжню природу: Амнеріс просто використовує цю модну ідентичність, щоб приховати власну невпевненість. (Мецо-сопрано)

### Зосер
Головний міністр Єгипту і батько Радамеса. Він дуже чекає спадкоємства свого сина на єгипетському престолі й робить усе можливе, щоб це прибуло швидше, включаючи отруєння фараона. (Рок-баритон)

### Мереб
Нубійський слуга Радамеса, який був узятий в полон єгиптянами в юності й відтоді служив у них. Перший, хто визнав Аїду принцесою Нубії, і перший, хто розповів про це іншим нубійським рабам з надією, що вона зможе їх звільнити. (Баритон-тенор)

### Нехебка
Нубійський раб, який розмовляє з Аїдою як представник нубійського народу. (Мецо-сопрано)

### Фараон
Батько Амнеріс і цар Єгипту. Один з організаторів весілля Амнеріс і Радамеса, яке довго відкладалося Його таємно отруює Зозер, щоб прискорити спадкоємство Радамеса на престолі. (Бас)

### Амонасро
Батько Аїди й цар Нубії. Єгиптяни забирають його в рабство після того, як Аїда та Радамес закохалися. Наказує Аїді розірвати всі зв'язки, які вона має з єгиптянами. (Баритон)

## Основні актори
| персонаж | Атланта (1998)           | Бродвей (2000)  | Тур (2001)       | Тур (2006)             | Гаага (2023)                |
| -------- | ------------------------ | --------------- | ---------------- | ---------------------- | --------------------------- |
| Аїда     | Гізер Гедлі              | Гізер Гедлі     | Ліза Сімон       | Мар'я Гармон           | Гая Ейкман                  |
| Радамес  | Генк Стреттон            | Адам Паскаль    | Патрік Кессіді   | Кейсі Елліотт          | Найджим Северина            |
| Амнеріс  | Шері Рене Скотт          | Шері Рене Скотт | Келлі Фурньє     | Лія Аллерс             | Ейпріл Дербі                |
| Зосер    | Річ Геберт               | Джон Гікок      | Ніл Бенарі       | Діджей Радд            | Робін ван ден Аккер         |
| Мереб    | Нехен (Скотт Ірбі-Раньє) | Деміан Перкінс  | Ерік Л. Крістіан | Дейн Гаррінгтон Джозеф | Кшанс Тоде                  |
| Нехебка  | Мері Бентлі-Ламар        | Шеле Вільямс    | Мерл Дендрідж    | Ебоні Блейк            | Терра Луна Урбах            |
| Фараон   | Ніл Бенарі               | Даніель Орескес | Марк Ламура      | Майкл Джонсон          | Джермейн Фабер              |
| Амонасро | Роджер Робінсон          | Тайріз Аллен    | Джеральд Вінсент | Едвард К. Сміт         | Кандакія (Джоанн Телесфорд) |

## Музичні номери
| - «Кожна історія — це історія кохання» — Амнеріс - «Доля прихильна до хоробрих» — Радамес і солдати - «Минуле — це інша земля» — Аїда - «Інша піраміда» — Зосер і міністри - «Звідки я тебе знаю» — Мереб і Аїда - «Моє найсильніше вбрання» — Амнеріс і жінки палацу - «Зачарування проходить наскрізь» — Радамес і Аїда - «Моє найсильніше вбрання» (реприза) — Амнеріс і Аїда - «На півдорозі до раю» — Аїда, Нехебка, Мереб, Амнеріс і нубійці - «Танець мантії» — Аїда, Нехебка та нубійці - «Не я» — Радамес, Аїда, Амнеріс і Мереб - «Продумані життя» — Радамес і Аїда - «Боги люблять Нубію» — Аїда, Нехебка, Мереб і нубійці | - «Крок занадто далеко» — Амнеріс, Радамес і Аїда - «Легко, як життя» — Аїда - «Який батько — такий син» — Зосер, Радамес і міністри - «Лист Радамеса» — Радамес - «Звідки я тебе знаю» (реприза) — Мереб - «Написане серед зірок» — Радамес і Аїда - «Я знаю правду» — Амнеріс - «Продумані життя» (реприза) — Аїда та Радамес - «Чарівність проходить» (реприза) — Радамес і Аїда - «Кожна історія — це історія кохання» (реприза) — Амнеріс |